# Gilbert Emery (1875-1945)
Gilbert Emery, pseudonimo di Emery Bemsley Pottle (Naples, 11 giugno 1875 – Los Angeles, 28 ottobre 1945), è stato un attore e sceneggiatore statunitense.

## Biografia
Dopo aver prestato servizio come infermiere durante la prima guerra mondiale, Gilbert Emery iniziò a lavorare nel cinema nel 1921, protagonista insieme ad Alice Joyce del film Cousin Kate, una storia romantica nella quale interpretò il ruolo di un artista di idee molto libere e laiche.
Nel suo secondo film, Any Wife (1922), prodotto dalla 20th Century Fox, recitò accanto alla popolarissima Pearl White. Dopo una lontananza di sette anni, tornò sugli schermi nel 1929, quando comparve accanto a Warner Baxter e a Lois Moran in Behind That Curtain, ancora per la Fox.
Specializzato in ruoli di caratterista, comparve in numerose parti secondarie durante gli anni trenta e sceneggiò sette film, restando prevalentemente un autore di testi teatrali, pur girando 82 film durante la sua carriera.

## Filmografia

### Attore (parziale)
- Cousin Kate, regia di Mrs. Sidney Drew (1921)
- Any Wife, regia di Herbert Brenon (1922)
- Behind That Curtain, regia di Irving Cummings (1929)
- La moglie bella (Let Us Be Gay), regia di Robert Z. Leonard (1930) (non accreditato)
- The Ruling Voice, regia di Rowland V. Lee (1930)
- Jenny Lind (A Lady's Morals), regia di Sidney Franklin (1930)
- Sarah and Son, regia di Dorothy Arzner (1930)
- The Lady Refuses, regia di George Archainbaud (1931)
- The Royal Bed, regia di Lowell Sherman (1931)
- Ladies' Man, regia di Lothar Mendes (1931)
- Addio alle armi (A Farewell to Arms), regia di Frank Borzage (1932)
- La scomparsa di miss Drake (Okay America!), regia di Tay Garnett (1932)
- Where Sinners Meet, regia di J. Walter Ruben (1934)
- Rivelazione (Now and Forever), regia di Henry Hathaway (1934)
- The Man Who Reclaimed His Head, regia di Edward Ludwig (1934)
- Il conquistatore dell'India (Clive of India), regia di Richard Boleslawski (1935)
- La vita notturna degli dei (Night Life of the Gods), regia di Lowell Sherman (1935)
- Viviamo stanotte (Let's Live Tonight), regia di Victor Schertzinger (1935)
- Il cardinale Richelieu (Cardinal Richelieu), regia di Rowland V. Lee (1935)
- Goin' to Town, regia di Alexander Hall (1935)
- Rivalità senza rivali (Ladies Crave Excitement), regia di Nick Grinde (1935)
- Reckless Roads, regia di Burt P. Lynwood (1935)
- Il sentiero della melodia (Harmony Lane), regia di Joseph Santley (1935)
- Senza rimpianto (Without Regret), regia di Harold Young (1935)
- Sogno di prigioniero (Peter Ibbetson), regia di Henry Hathaway (1935)
- Al di là delle tenebre (Magnificent Obsession), regia di John M. Stahl (1935)
- Lord Fauntleroy (Little Lord Fauntleroy), regia di John Cromwell (1936)
- Gelosia (Wife vs. Secretary), regia di Clarence Brown (1936)
- La figlia di Dracula (Dracula's Daughter), regia di Lambert Hillyer (1936)
- Le belve della città (Bullets or Ballots), regia di William Keighley (1936)
- Uomini coraggiosi (The Great Barrier), regia di Milton Rosmer (1937)
- Anime sul mare (Souls at Sea), regia di Henry Hathaway (1937)
- Emilio Zola (The Life of Emile Zola), regia di William Dieterle (1937)
- I filibustieri (The Buccaneer), regia di Cecil B. DeMille (1938)
- Raffles, regia di Sam Wood (1939)
- La casa dei sette camini (The House of the Seven Gables), regia di Joe May (1940)
- La famiglia Stoddard (Adam Had Four Sons), regia di Gregory Ratoff (1941)
- Follia (Rage in Heaven), regia di W. S. Van Dyke (1941)
- Il grande ammiraglio (That Hamilton Woman), regia di Alexander Korda (1941)
- Volto di donna (A Woman's Face), regia di George Cukor (1941)
- Inferno nel deserto (Sundown), regia di Henry Hathaway (1941)
- The Loves of Edgar Allan Poe, regia di Harry Lachman (1942)
- Il ritorno del vampiro (The Return of the Vampire), regia di Lew Landers (1943)
- Tra due mondi (Between Two Worlds), regia di Edward A. Blatt (1944)
- Lo strangolatore di Brighton (The Brighton Strangler), regia di Max Nosseck (1945)

### Sceneggiature
- The Hero, regia di Louis J. Gasnier - sceneggiatura (1923)
- Tarnish, regia di George Fitzmaurice - soggetto (lavoro teatrale) (1924)
- La rumba dell'amore (The Cuban Love Song), regia di W. S. Van Dyke - dialogo addizionale (1931)
- Mata Hari, regia di George Fitzmaurice (non accreditato) - dialogo addizionale
- Rinunzie (Gallant Lady), regia di Gregory La Cava - soggetto (1933)
- Amore senza domani (Always Goodbye), regia di Sidney Lanfield - storia (1938)
- Una celebre canaglia (Swell Guy), regia di Frank Tuttle - lavoro teatrale The Hero (1946)